# Nuvujen Island
Nuvujen Island – niezamieszkana wyspa w zatoce Cumberland, w regionie Qikiqtaaluk, na terytorium Nunavut, w Kanadzie.
W pobliżu Nuvujen Island położone są wyspy: Aupaluktut Island, Opingivik Island, Shakshukuk Island, Maktaktujanak Island, Shakshukowshee Island, Kudjak Island, Kangigutsak Island, Nimigen Island i Utsusivik Island.